# Cot Meungkung
Cot Meungkung är ett berg i Indonesien.   Det ligger i provinsen Aceh, i den västra delen av landet, 1 800 km nordväst om huvudstaden Jakarta. Toppen på Cot Meungkung är 336 meter över havet.
Terrängen runt Cot Meungkung är varierad.Runt Cot Meungkung är det ganska glesbefolkat, med 30 invånare per kvadratkilometer. I omgivningarna runt Cot Meungkung växer i huvudsak städsegrön lövskog.